# Wedoquella macrothecata
Wedoquella macrothecata là một loài nhện trong họ Salticidae.
Loài này thuộc chi Wedoquella. Wedoquella macrothecata được María Elena Galiano miêu tả năm 1984.